# Hayato Matsuo
Hayato Matsuo (松尾早人, Matsuo Hayato), né le 13 août 1965, est un compositeur japonais de musique de jeu vidéo et d'anime.
Il a travaillé sur de nombreux jeux, parfois en collaboration avec Hitoshi Sakimoto et Masaharu Iwata et restant souvent dans l'ombre de ceux-ci. Il a également souvent travaillé sur les arrangements et les orchestrations pour d'autres compositeurs.

## Discographie

### Jeux
- Master of Monsters, compositeur
- Sword Maniac, compositeur
- Ogre Battle: The March of the Black Queen, compositeur
- Super Hockey '94, compositeur
- Syvalion, compositeur
- Front Mission 3, compositeur
- Ogre Battle 64: Person of Lordly Caliber, compositeur, arrangeur
- Dragon Force II ~ When the Gods Abandoned Earth, compositeur
- Shenmue, orchestration
- Shenmue II, orchestration
- Final Fantasy XII, compositeur, orchestration

### Anime
- Golden Brave Goldran, compositeur
- Guyver: The Bioboosted Armor, compositeur
- Haunted Junction, compositeur
- Hellsing, compositeur
- Kamen Rider 555, compositeur
- Landlock, compositeur
- Magic Knight Rayearth, compositeur
- Saint Tail, compositeur
- Spirit of Wonder Scientific Boys Club, compositeur
- Street Fighter Alpha: Warriors' Dreams, compositeur
- Transformers: Armada, compositeur
- Yomigaeru Sora - Rescue Wings, compositeur
- Les Misérables - Shoujo Cosette, compositeur
- Magic Knight Rayearth 2, compositeur
- Que sa volonté soit faite, compositeur